# San Miguel Chimalapa
San Miguel Chimalapa è un comune del Messico, situato nello stato di Oaxaca.